# Mount Hoegh
Mount Hoegh ist ein 890 m hoher Berg an der Danco-Küste des Grahamlands im Norden der Antarktischen Halbinsel. Er ragt 2,5 km südsüdöstlich des Duthiers Point auf.
Teilnehmer der Belgica-Expedition (1897–1899) unter der Leitung des belgischen Polarforschers Adrien de Gerlache de Gomery kartierten ihn. Das UK Antarctic Place-Names Committee benannte ihn 1960 nach dem deutschen Optiker Emil von Höegh (1865–1915), der 1892 den ersten Doppelanastigmant entwickelt hatte.